# Episodi di Danball senki wars
Questa è una lista degli episodi dell'anime Danball senki wars, il terzo del franchise mediatico di Little Battlers eXperience. L'anime conta 37 episodi ed è stato trasmesso in Giappone da TV Tokyo dal 3 aprile al 25 dicembre 2013. In Italia sono stati trasmessi solo i primi 2 episodi su K2.

## Lista degli episodi
| Nº | Titolo italiano Giapponese 「Kanji」 - Rōmaji                                   | In onda           | In onda         |
| Nº | Titolo italiano Giapponese 「Kanji」 - Rōmaji                                   | Giapponese        | Italiano        |
| 1  | L'entrata in guerra 「戦場に降りた日」 - Senjō ni orita hi                      | 3 aprile 2013     | 1º ottobre 2016 |
| 2  | Un'ora di guerra terrificante 「恐怖のウォータイム」 - Kyōfu no Wō Taimu        | 10 aprile 2013    | 1º ottobre 2016 |
| 3  | La muraglia dei giganti 「死神バイオレットデビル」 - Shinigami Baioretto Debiru | 17 aprile 2013    | non trasmesso   |
| 4  | 「託された新兵器」 - Takusareta shinpeiki                                       | 24 aprile 2013    | -               |
| 5  | 「ブラックウィンドキャンプの罠」 - Burakku Windo Kyanpu no wana                 | 5 maggio 2013     | -               |
| 6  | 「フォーメーションアタック」 - Fōmēshon Atakku                                  | 8 maggio 2013     | -               |
| 7  | 「要塞戦車エルドバンド」 - Yōsai sensha Erudobando                              | 15 maggio 2013    | -               |
| 8  | 「出撃 ライディングアーマー」 - Shutsugeki - Raidingu Āmā                       | 22 maggio 2013    | -               |
| 9  | 「LBXの墓場」 - Eru-bī-ekkusu no hakaba                                         | 29 maggio 2013    | -               |
| 10 | 「ラージドロイド襲来」 - Rāji Doroido shūrai                                    | 5 giugno 2013     | -               |
| 11 | 「語りつがれるもの」 - Katari tsugareru mono                                    | 12 giugno 2013    | -               |
| 12 | 「乱入者バンデット」 - Rannyūsha Banditto                                       | 19 giugno 2013    | -               |
| 13 | 「僕のいる場所」 - Boku no iru basho                                            | 26 giugno 2013    | -               |
| 14 | 「エンジェルピース攻略戦」 - Enjeru Pīsu kōryakusen                             | 3 luglio 2013     | -               |
| 15 | 「宿命の対決」 - Shukumei no taiketsu                                           | 10 luglio 2013    | -               |
| 16 | 「眠れる森ギラン」 - Nemureru mori Giran                                        | 17 luglio 2013    | -               |
| 17 | 「姿無きLBX」 - Sugata naki Eru-bī-ekkusu                                       | 24 luglio 2013    | -               |
| 18 | 「明かされた真実」 - Akasareta shinjitsu                                        | 31 luglio 2013    | -               |
| 19 | 「この世界のために」 - Kono sekai no tame ni                                    | 7 agosto 2013     | -               |
| 20 | 「デスフォレストの戦い」 - Desu Foresuto no tatakai                             | 15 agosto 2013    | -               |
| 21 | 「覚醒 オーバーロード」 - Kakusei - Ōbārōdo                                     | 21 agosto 2013    | -               |
| 22 | 「新たなる機体」 - Arata naru kitai                                             | 28 agosto 2013    | -               |
| 23 | 「狙われたヒカル」 - Nerawareta Hikaru                                          | 4 settembre 2013  | -               |
| 24 | 「ポルトンの誇り」 - Poruton no hokori                                          | 11 settembre 2013 | -               |
| 25 | 「復活への道」 - Fukkatsu e no michi                                            | 18 settembre 2013 | -               |
| 26 | 「セカンドワールドを疑え」 - Sekando Wārudo o utagae                            | 25 settembre 2013 | -               |
| 27 | 「よみがえる戦士」 - Yomigaeru senshi                                           | 16 ottobre 2013   | -               |
| 28 | 「激突 ムラクVSキョウジ」 - Gekitotsu - Muraku tai Kyouji                       | 23 ottobre 2013   | -               |
| 29 | 「復活 バイオレットデビル」 - Fukkatsu - Baioretto Debiru                       | 30 ottobre 2013   | -               |
| 30 | 「セレディの正体」 - Seredi no shōtai                                           | 6 novembre 2013   | -               |
| 31 | 「俺たちの世界連合」 - Oretachi no sekai rengō                                  | 13 novembre 2013  | -               |
| 32 | 「世界が変わる時」 - Sekai ga kawaru toki                                       | 20 novembre 2013  | -               |
| 33 | 「アラタの決意」 - Arata no ketsui                                              | 27 novembre 2013  | -               |
| 34 | 「本当の戦い」 - Hontō no tatakai                                               | 4 dicembre 2013   | -               |
| 35 | 「箱の中の戦争」 - Hako no naka no riaru wōzu                                   | 11 dicembre 2013  | -               |
| 36 | 「最終決戦」 - Saishū kessen                                                    | 18 dicembre 2013  | -               |
| 37 | 「俺たちの未来へ」 - Oretachi no mirai e                                        | 25 dicembre 2013  | -               |